# Оузли (окръг, Кентъки)
Окръг Оузли (на английски: Owsley County) е окръг в щата Кентъки, Съединени американски щати. Площта му е 513 km², а населението - 4858 души (2000). Административен център е град Бунвил.